# Aeroportul Municipal Creston
Aeroportul Municipal Creston (IATA: CSQ, ICAO: KCSQ, FAA LID: CSQ) este un aeroport din Iowa, Statele Unite ale Americii ce deservește zona Creston⁠(d). A fost numit după zona deservită.
Situat la o altitudine de 396 m, aeroportul dispune de 2 piste.

## Infrastructură

### Piste
Aeroportul dispune de 2 piste. Pista 04/22 are suprafața de Iarbă și dimensiunile 1.692 picioare × 100 picioare. Pista 16/34 are suprafața de asfalt și dimensiunile 4.901 picioare × 75 picioare. 